# Randolph Claiborne
Randolph Royall Claiborne Jr., né le 7 novembre 1906 à Farmville et mort le 22 février 1986 à Atlanta, était le 5e évêque du diocèse épiscopalien d'Atlanta (en), élu en 1952. Auparavant, il avait été évêque suffragant dans le diocèse épiscopalien d'Alabama (en).